# Горње Примишље
Горње Примишље је насељено мјесто града Слуња, на Кордуну, Карловачка жупанија, Република Хрватска.

## Географија
Горње Примишље се налази око 10 км сјеверозападно од Слуња.

## Историја
Горње Примишље се од распада Југославије до августа 1995. године налазило у Републици Српској Крајини.

## Становништво
Према попису становништва из 2011. године, насеље Горње Примишље је имало 13 становника.
| Националност       | 1991. | 1981. | 1971. | 1961. |
| Срби               | 369   | 299   | 515   | 956   |
| Југословени        | 9     | 82    | 11    |       |
| Хрвати             | 33    | 7     | 50    | 45    |
| остали и непознато | 7     | 6     | 2     | 1     |
| Укупно             | 418   | 394   | 578   | 1.002 |

| Демографија | Демографија | Демографија |
| Година      | Становника  | Становника  |
| ----------- | ----------- | ----------- |
| 1961.       | 1.002       |             |
| 1971.       | 578         |             |
| 1981.       | 394         |             |
| 1991.       | 418         |             |
| 2001.       | 18          |             |
| 2011.       |             | 13          |

## Попис 1991.
На попису становништва 1991. године, насељено место Горње Примишље је имало 418 становника, следећег националног састава:
| Попис 1991.‍  | Попис 1991.‍  | Попис 1991.‍ | Попис 1991.‍ | Попис 1991.‍ |
| ------------ | ------------ | ----------- | ----------- | ----------- |
|              |              |             |             |             |
| Срби         | Срби         |             | 369         | 88,27%      |
| Хрвати       | Хрвати       |             | 33          | 7,89%       |
| Југословени  | Југословени  |             | 9           | 2,15%       |
| неопредељени | неопредељени |             | 7           | 1,67%       |
| укупно: 418  |              |             |             |             |

## Познате личности
- Никола Кукић, народни херој Југославије
- Светозар Ливада, српски филозоф, социолог, историчар, политичар и демограф